# Carey Range
Die Carey Range ist ein 56 km langer, 8 km breiter und bis zu 1700 m hoher Gebirgszug im südöstlichen Palmerland auf der Antarktischen Halbinsel. Sie ragt zwischen dem Mosby-Gletscher und dem Fenton-Gletscher auf.
Der United States Geological Survey kartierte das Gebirge anhand von Luftaufnahmen der United States Navy aus den Jahren von 1966 bis 1969. Das Advisory Committee on Antarctic Names benannte es 1979 nach dem australischen Geologen Samuel Warren Carey (1911–2002), einem frühen Vertreter der Theorie der Kontinentaldrift.